# Уликс Фехмију
Уликс Фехмију (алб. Uliks Fehmiu; Београд, 3. јул 1968) је филмски и позоришни глумац српско-албанског порекла.
Завршио је Основну школу „Јелена Ћетковић” у Београд, а затим и Шесту београдску гимназију. Студирао је Факултет драмских уметности у Београду. Син је познатих глумаца Бекима Фехмијуа и  Бранке Петрић. Добитник је награде „Цар Константин“ у Нишу и „Срце Сарајева“ на фестивалу у Сарајеву, за улогу у филму Устаничка улица.
Увршћен је у „Енциклопедију националне дијаспоре”, коју уређује Иван Калаузовић Иванус.
Ожењен је глумицом Снежаном Богдановић, са којом има ћерку Нику.

## Филмографија
| Год.       | Назив                                       | Улога                  |
| ---------- | ------------------------------------------- | ---------------------- |
| 1990.-те   |                                             |                        |
| 1990.      | Почетни ударац                              | Марко (власник кафића) |
| 1990.      | Иза зида                                    | Тони                   |
| 1991.      | Заборављени                                 | Марко (власник кафића) |
| 1992.      | Проклета је Америка                         |                        |
| 1992.      | Црни бомбардер                              | Кира                   |
| 1992.      | Булевар револуције                          | Тони                   |
| 1993.      | Византијско плаво                           | Никола                 |
| 1995.      | Не веруј жени која пуши гитанес без филтера |                        |
| 1995.      | Удри јаче манијаче                          |                        |
| 2000.-те   |                                             |                        |
| 2002.      | Шахт                                        | Ратковић               |
| 2004.      | Ред и закон:Злочиначке намере               | Алекс                  |
| 2005.      | Добро уштимани мртваци                      | Риад                   |
| 2006.      | Сутра ујутро                                | Неле                   |
| 2006.      | Ред и закон                                 | Ратко Петровић         |
| 2007.      | L... kot ljubezen                           | Ник                    |
| 2010.-те   |                                             |                        |
| 2010.      | Бели, бели свет                             | Краљ                   |
| 2012.      | Устаничка улица                             | Мићун                  |
| 2015.      | Наша свакодневна прича                      | Саша                   |
| 2016−2019. | Убице мог оца                               | Жика                   |
| 2019.      | Успјех                                      | Харис Мујаџевић        |
| 2019.      | Син                                         |                        |
| 2019.      | Асиметрија                                  | Владимир               |
| 2021.      | Породица                                    | Зоран Ђинђић           |
| 2021.      | Црна свадба                                 | Петар Ћирић            |
| 2023.      | Посета (ТВ серија)                          | адвокат                |
| 2023.      | Позив (ТВ серија)                           | Бранко                 |
| 2024.      | Након љета                                  |                        |
| /.         | Црни                                        | Сава                   |